# Weilheim (Oberbay) (stacja kolejowa)
Weilheim (Oberbay) (niem. Bahnhof Weilheim (Oberbay)) – stacja kolejowa w Hergatz, w kraju związkowym Bawaria, w Niemczech. Jest stacją węzłową na linii München – Garmisch-Partenkirchen oraz Ammerseebahn i Weilheim – Schongau. Stacja ma 3 tory pasażerskie, obsługiwane przez 2 perony; 1 krawędziowy i jeden wyspowy. Według DB Station&Service ma kategorię 4 i jest obsługiwana codziennie przez około 115 pociągów Deutsche Bahn i Bayerische Regiobahn (BRB).

## Położenie
Stacja Weilheim znajduje się na północ od centrum miasta. Budynek dworca znajduje się na wschód od torów kolejowych na Bahnhofstrasse i ma adres Bahnhofplatz 1. Na zachód od linii kolejowej przebiega ulica Am Öferl. W północnej części dworca, Zargesstraße, przechodzi pod torami poprzez tunel. Na południe od stacji również tunelem przebiega droga 2507 Schützenstraße.

## Linie kolejowe
- München – Garmisch-Partenkirchen
- Ammerseebahn
- Weilheim – Schongau

## Połączenia
| Rodzaj pociągu | Trasa | Takt                                   |
| -------------- | --- | -------------------------------------- |
| RE             | München – Weilheim – Murnau – Garmisch-Partenkirchen – Mittenwald / (– Lermoos – Reutte in Tirol)          | pojedyncze pociągi w godzinach szczytu |
| RB             | München – Tutzing – Weilheim – Murnau – Garmisch-Partenkirchen – Mittenwald (– Seefeld in Tirol)           | dwugodzinny                            |
| RB             | München – Tutzing – Weilheim – Murnau – Garmisch-Partenkirchen – Mittenwald – Seefeld in Tirol – Innsbruck | czterogodzinny                         |
| RB             | München – Tutzing – Weilheim – Murnau – Garmisch-Partenkirchen (– Ehrwald – Lermoos – Reutte in Tirol)     | czterogodzinny                         |
| RB             | München – Starnberg – Tutzing – Weilheim (– Murnau – Garmisch-Partenkirchen)                               | godzinny                               |
| BRB            | Augsburg-Oberhausen – Augsburg Hbf – Mering – Geltendorf – Dießen – Weilheim – Peißenberg – Schongau       | godzinny                               |
| BRB            | Geltendorf – Weilheim – Peißenberg                                                                         | godzinny w godzinach szczytu           |